# اچ‌ام‌اس برامبل (۱۸۲۲)
اچ‌ام‌اس برامبل (۱۸۲۲) (به انگلیسی: HMS Bramble (1822)) یک کشتی بود که طول آن ۷۱ فوت (۲۲ متر) بود. این کشتی در سال ۱۸۲۲ ساخته شد.